# (34) Circe
(34) Circe es un asteroide perteneciente al cinturón de asteroides descubierto por Jean Chacornac el 6 de abril de 1855 desde el observatorio de París, Francia. Está nombrado por Circe, una diosecilla de la mitología griega.

## Características orbitales
Circe orbita a una distancia media del Sol de 2,688 ua, pudiendo acercarse hasta 2,407 ua y alejarse hasta 2,969 ua. Su inclinación orbital es 5,498° y la excentricidad 0,1046. Emplea 1610 días en completar una órbita alrededor del Sol.